# Little Princess Pri!
Singles de Lilpri
Idolulu
(2010)
Singles par S/mileage
Yume Miru Fifteen
(2010) Gambara Nakute mo ee Nende!!
(2010)
 Little Princess Pri!  (リトル・ぷりんせす☆ぷりっ!) est le premier single du groupe Lilpri.

## Présentation
Le single sort le 16 juin 2010 au Japon sur le label hachama, trois semaines seulement après le single Yume Miru Fifteen du groupe S/mileage dont les trois membres de Lilpri font partie en parallèle. Il atteint la 48e place du classement des ventes de l'oricon, et reste classé pendant quatre semaines.
La chanson-titre sert de premier générique d'ouverture à la série anime homonyme Hime-chen! Otogichikku Idol Lilpri, dont le trio d'héroïnes est doublé par les trois chanteuses du groupe. Elle figurera en fin d'année sur la compilation du Hello! Project Petit Best 11. Le single contient deux autres chansons (et leurs versions instrumentales), dont la chanson de S/mileage Otona ni Narutte Muzukashii!!! qui sert de générique de fin à la même série, déjà sortie en single en distribution limitée trois mois auparavant.

## Formation
Membres du groupe créditées sur le single :
- Ayaka Wada
- Yūka Maeda
- Kanon Fukuda

## Liste des titres
1. Little Princess Pri!  (リトル・ぷりんせす☆ぷりっ!?)
2. Happy Go Lucky Pri!   (ハッピーゴーラッキー☆ぷりっ!?)
3. Otona ni Narutte Muzukashii!!!  (オトナになるって難しい!!!?) (par S/mileage)
4. Little Princess Pri! (Original Karaoke)  (リトル・ぷりんせす☆ぷりっ!...?)
5. Happy Go Lucky Pri!  (Original Karaoke)  (ハッピーゴーラッキー☆ぷりっ!...?)
6. Otona ni Narutte Muzukashii!!! (Original Karaoke)  (オトナになるって難しい!!!...?)